# Ferrobosiïta
La ferrobosiïta és un mineral de la classe dels silicats que pertany al grup de la turmalina.

## Característiques
La ferrobosiïta és un ciclosilicat de fórmula química NaFe3+₃(Al₄Fe+2₂)(Si₆O18)(BO₃)₃(OH)₃O. Va ser aprovada com a espècie vàlida per l'Associació Mineralògica Internacional l'any 2022, i encara resta pendent de publicació. Cristal·litza en el sistema trigonal.
L'exemplar que va servir per a determinar l'espècie, el que es coneix com a material tipus, es troba conservat a les col·leccions del museu universitari de Ciències de la Terra de la Universitat de Roma, a Itàlia, amb el número de catàleg: 33308/405.

## Formació i jaciments
Va ser descoberta a la pegmatita granítica «Marina», situada a Mavuco, dins el districte de Mogovolas (província de Nampula, Moçambic), sent aquest l'únic indret de tot el planeta on ha estat descrita aquesta espècie mineral.